# صحرارود (مقاطعة فسا)
صحرارود (بالفارسية: صحرارود) هي قرية تقع في قسم صحرارود الريفي في إيران. يقدر عدد سكانها بـ 4,860 نسمة .